# Marc Almond

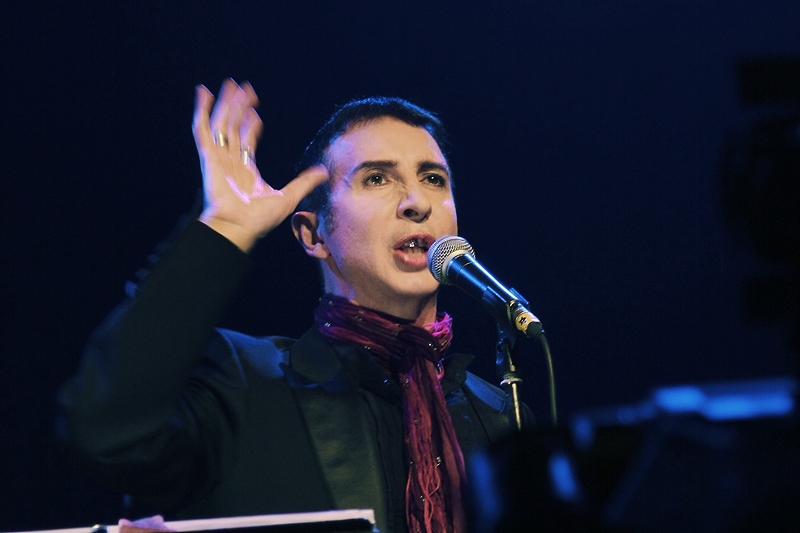
Marc Almond (2008)

Peter Mark Sinclair Almond OBE (* 9. Juli 1957 in Southport, Lancashire) ist ein britischer Sänger und Songwriter. Er wurde in den frühen 1980er Jahren als Sänger des Musikduos Soft Cell bekannt und war später auch als Solokünstler erfolgreich.

## Werdegang
Almond und David Ball gründeten 1979 die Musikgruppe Soft Cell, das erste erfolgreiche Elektro-Duo Großbritanniens. Zu ihren großen Erfolgen gehört unter anderem Tainted Love aus dem Jahr 1981; insgesamt erreichten zwölf ihrer Lieder die Top 40 der britischen Single-Charts. Gemeinsam mit David Ball und dessen Frau Gini Ball wirkte Almond 1982 auch an der ersten LP der britischen Post-Industrial-Kultband Psychic TV mit.
Noch zu Zeiten von Soft Cell veröffentlichte er mit Marc and the Mambas (u. a. mit Matt Johnson von The The) in den Jahren 1982 bis 1984 zwei Alben, auf denen er in Abgrenzung zum elektronikbasierten Sound von Soft Cell mit überwiegend akustischen Instrumenten sowie musikalischen Anleihen aus Vaudeville, Chanson und World Music arbeitete. Viele der wechselnden Mitglieder begleiteten ihn später auch während seiner Solokarriere, insbesondere die Pianistin Annie Hogan. 
Seine Solokarriere begann Marc Almond nach Auflösung von Soft Cell im Frühjahr 1984. Bekannt sind u. a. seine Duette mit Kelli Ali, Gene Pitney, Nico, Siouxsie Sioux, P.J. Proby, Nina Hagen, Jimmy Somerville und Rosenstolz. Er arbeitete auch mit anderen Bands aus dem Umfeld der damaligen Londoner Szene zusammen, wie Foetus und Coil. Im Frühjahr 1989 hatte  Almond im Duett mit Gene Pitney mit dem Nummer-1-Hit Something’s Gotten Hold of My Heart großen Erfolg. Mit diesem Song hatte Pitney bereits 1967 einen Top-5-Hit erzielt. Drei Jahre später veröffentlichte Almond mit Days of Pearly Spencer ein weiteres erfolgreiches Cover eines Liedes aus den 1960er-Jahren (1967 ursprünglich von David McWilliams gesungen).
2001 trat Almond gemeinsam mit seinem alten Mitstreiter David Ball als Soft Cell in Londons Ocean-Club zu dessen Einweihung auf. Nach einer Best-of-Compilation von Soft Cell erschien 2002 sogar ein neues Studioalbum mit anschließender Konzerttournee. 2004 wurde noch eine Soft-Cell-DVD veröffentlicht – Non-Stop Exotic Video Show.
Am 17. Oktober 2004 wurde Almond als Beifahrer bei einem Motorradunfall in London lebensgefährlich verletzt. Er lag elf Tage lang auf der Intensivstation; nach mehreren Operationen erholte er sich wieder von seinen Verletzungen, musste allerdings große finanzielle Einbußen, psychische Probleme und Eingriffe der plastischen Chirurgie überstehen. 2007 feierte er sein Bühnen-Comeback.
Bis in die Gegenwart veröffentlicht Almond neue Alben und tritt auch im deutschsprachigen Raum auf. 2007 erschien sein Album Stardom Road, das bis auf einen einzigen Song ausschließlich Coverversionen enthält und von der Presse gelobt wurde. 2008 veröffentlichte Almond zusammen mit Michael Cashmore (Current 93) die CD Gabriel & The Lunatic Lover mit zwei vertonten Gedichten des Dichters Graf Eric Stenbock. Im März 2009 gab er im Rahmen seiner Stardom Road Continued Tour acht Konzerte in Deutschland, auch 2010 feierte er sein 30-jähriges Bühnenjubiläum mit einer Europatournee. 2012 trat er unter anderem auch in den deutschen Städten Leipzig, Berlin und Köln auf. Am 4. Mai 2019 wirkte er in einer Folge der Musiksendung Privatkonzert mit.

### Privates
Almond wuchs unter einfachen Verhältnissen in Nordengland auf und beschrieb sein Aufwachsen als eher unglücklich, da sein Vater ein gewalttätiger Alkoholiker war, der die Homosexualität seines Sohnes nicht akzeptieren wollte. Mit siebzehn Jahren verließ er die Familie und sah seinen Vater danach nicht wieder. Er bezeichnet sich als homosexuell, möchte aber nicht „homosexueller Künstler“ genannt werden, da das seiner Ansicht nach so aufgefasst werden könne, dass sein Werk nur für Homosexuelle interessant sei.
1999 wurde er vom Industrial-Musiker Boyd Rice in die Church of Satan initiiert, worüber er auch in seiner Autobiographie Tainted Life schreibt. Gegenüber der Zeitung Die Welt beschrieb er die Initiation als „wundervoll“, bestritt aber, noch Mitglied zu sein. Er „glaube an keine Religion“, sei aber von Anton Szandor LaVeys Büchern fasziniert gewesen und habe seine Ansichten zur Musik und zum Film gemocht.
2018 wurde Marc Almond für seine Verdienste um Kunst und Kultur zum Offizier des Order of the British Empire (OBE) ernannt.

## Diskografie
Studioalben

| Jahr | Titel                              | Höchstplatzierung, Gesamtwochen, AuszeichnungChartplatzierungen (Jahr, Titel, Platzierungen, Wochen, Auszeichnungen, Anmerkungen) | Höchstplatzierung, Gesamtwochen, AuszeichnungChartplatzierungen (Jahr, Titel, Platzierungen, Wochen, Auszeichnungen, Anmerkungen) | Höchstplatzierung, Gesamtwochen, AuszeichnungChartplatzierungen (Jahr, Titel, Platzierungen, Wochen, Auszeichnungen, Anmerkungen) | Höchstplatzierung, Gesamtwochen, AuszeichnungChartplatzierungen (Jahr, Titel, Platzierungen, Wochen, Auszeichnungen, Anmerkungen) | Höchstplatzierung, Gesamtwochen, AuszeichnungChartplatzierungen (Jahr, Titel, Platzierungen, Wochen, Auszeichnungen, Anmerkungen) | Anmerkungen                                                  |
| Jahr | Titel                              | DE | AT | CH | UK | US | Anmerkungen                                                  |
| ---- | ---------------------------------- | --- | --- | --- | --- | --- | ------------------------------------------------------------ |
| 1984 | Vermin in Ermine                   | — | — | — | UK36 (2 Wo.)UK | — | Erstveröffentlichung: Oktober 1984 mit The Willing Sinners   |
| 1985 | Stories of Johnny                  | — | — | — | UK22 (3 Wo.)UK | — | Erstveröffentlichung: September 1985 mit The Willing Sinners |
| 1987 | Mother Fist and Her Five Daughters | — | — | — | UK41 (2 Wo.)UK | — | Erstveröffentlichung: 6. April 1987 mit The Willing Sinners  |
| 1988 | The Stars We Are                   | DE9 (17 Wo.)DE | AT15 (6 Wo.)AT | CH5 (9 Wo.)CH | UK41 Silber · (5 Wo.)UK | US144 (11 Wo.)US | Erstveröffentlichung: September 1988                         |
| 1989 | Jacques                            | — | — | — | — | — | Erstveröffentlichung: Dezember 1989                          |
| 1990 | Enchanted                          | DE73 (4 Wo.)DE | — | — | UK52 (1 Wo.)UK | — | Erstveröffentlichung: Juni 1990                              |
| 1991 | Tenement Symphony                  | — | — | — | UK39 (3 Wo.)UK | — | Erstveröffentlichung: 14. Oktober 1991                       |
| 1993 | Absinthe                           | — | — | — | — | — | Erstveröffentlichung: Oktober 1993                           |
| 1996 | Fantastic Star                     | — | — | — | UK54 (1 Wo.)UK | — | Erstveröffentlichung: 19. Februar 1996                       |
| 1999 | Open All Night                     | — | — | — | — | — | Erstveröffentlichung: März 1999                              |
| 2001 | Stranger Things                    | — | — | — | — | — | Erstveröffentlichung: 18. Juni 2001                          |
| 2003 | Heart on Snow                      | — | — | — | — | — | Erstveröffentlichung: 21. Oktober 2003                       |
| 2007 | Stardom Road                       | — | — | — | UK53 (1 Wo.)UK | — | Erstveröffentlichung: 4. Juni 2007                           |
| 2009 | Orpheus in Exile                   | — | — | — | — | — | Erstveröffentlichung: 6. Oktober 2009                        |
| 2010 | Varieté                            | — | — | — | — | — | Erstveröffentlichung: 7. Juni 2010                           |
| 2011 | Feasting with Panthers             | — | — | — | — | — | Erstveröffentlichung: 30. Mai 2011                           |
| 2014 | The Tyburn Tree (Dark London)      | — | — | — | — | — | Erstveröffentlichung: 24. Februar 2014                       |
| 2014 | The Dancing Marquis                | — | — | — | — | — | Erstveröffentlichung: 16. Juni 2014                          |
| 2014 | Ten Plagues – A Song Cycle         | — | — | — | — | — | Erstveröffentlichung: 7. Juli 2014                           |
| 2015 | The Velvet Trail                   | — | — | — | UK62 (1 Wo.)UK | — | Erstveröffentlichung: 9. März 2015                           |
| 2015 | Against Nature                     | — | — | — | — | — | Erstveröffentlichung: November 2015                          |
| 2016 | Silver City Ride                   | — | — | — | — | — | Erstveröffentlichung: 19. Juni 2016 mit Starcluster          |
| 2017 | Shadows and Reflections            | — | — | — | UK14 (1 Wo.)UK | — | Erstveröffentlichung: September 2017                         |
| 2018 | How To Destroy Angels              | — | — | — | — | — | Erstveröffentlichung: 3. August 2018 als Coil + Zos Kia      |
| 2018 | A Lovely Life to Live              | — | — | — | UK61 (1 Wo.)UK | — | Erstveröffentlichung: November 2018 mit Jools Holland        |
| 2020 | Chaos and a Dancing Star           | — | — | — | UK35 (1 Wo.)UK | — | Erstveröffentlichung: 31. Januar 2020                        |
| 2024 | I’m Not Anyone                     | — | — | — | UK92 (1 Wo.)UK | — | Erstveröffentlichung: 12. Juli 2024                          |

## Bibliografie
- 1988 The Angel of Death in the Adonis Lounge (ISBN 0-85449-079-5)
- 1999 A Beautiful Twisted Night (Anthologie seiner Gedichte und Liedtexte, ISBN 1-899858-86-5, ISBN 1-84166-023-X)
- 1999 Tainted Life (Autobiografie, ISBN 0-283-06340-8, ISBN 0-330-37201-7)
- 2001 The End of New York (ISBN 1-84166-057-4)
- 2004 In Search of the Pleasure Palace (Disreputable Travels) (ISBN 0-283-07313-6)